# Zuid-Duits voetbalkampioenschap 1924/25
In 1924/25 werd het 25ste voetbalkampioenschap gespeeld dat georganiseerd werd door de Zuid-Duitse voetbalbond. VfR Mannheim werd kampioen en plaatste zich voor de eindronde om de Duitse landstitel.
De eindronde werd uitgebreid en er mochten nu twee tot drie clubs per bond deelnemen. Nürnberg en FSV Frankfurt waren zo ook geplaatst. Mannheim werd al in de eerste ronde uitgeschakeld door TuRU Düsseldorf. Nürnberg versloeg 1. SV Jena, Breslauer SC 08 en Duisburger SpV. Frankfurt versloeg Hamburger SV, Schwarz-Weiß Essen en Hertha BSC. Beide Zuid-Duitse clubs troffen zich in de finale die na verlengingen gewonnen werd met 1-0 door Nürnberg.

## Eindronde
| Plaats | Club                | Wed. | W | G | V | Saldo | Ptn  |
| ------ | ------------------- | ---- | - | - | - | ----- | ---- |
| 1.     | VfR Mannheim        | 8    | 6 | 0 | 2 | 18:12 | 16:4 |
| 2.     | 1. FC Nürnberg      | 8    | 4 | 2 | 2 | 13:6  | 14:6 |
| 3.     | FSV Frankfurt       | 8    | 3 | 2 | 3 | 11:18 | 12:8 |
| 4.     | Stuttgarter Kickers | 8    | 3 | 1 | 4 | 20:14 | 11:9 |
| 5.     | SV Wiesbaden        | 8    | 1 | 1 | 6 | 5:17  | 3:13 |

|  | Kampioen, geplaatst voor nationale eindronde |
|  | Geplaatst voor nationale eindronde           |